# Le Cambout
Le Cambout é uma comuna francesa na região administrativa da Bretanha, no departamento Côtes-d'Armor. Estende-se por uma área de 18,3 km². Em 2010 a comuna tinha 437 habitantes (densidade: 23,9 hab./km²).